# Castle Rock (Washington)
Castle Rock ist eine Stadt in Cowlitz County im US-Bundesstaat Washington. Im Jahr 2014 hatte sie 2.140 Einwohner.

## Geografie
Castle Rock liegt knapp 15 km nördlich des County Seat Kelso und 150 km südlich von Seattle, der größten Stadt im Bundesstaat, entfernt.
Östlich der Stadt verläuft die Interstate 5, die von der mexikanischen bis zur kanadischen Grenze reicht.

## Demografische Daten
In Castle Rock leben 2140 Menschen in 833 Haushalten und 562 Familien.

### Einwohnerentwicklung
| Jahr | Einwohnerzahl |
| ---- | ------------- |
| 1900 | 750           |
| 1910 | 998           |
| 1920 | 829           |
| 1930 | 1293          |
| 1940 | 1189          |
| 1950 | 1255          |
| 1960 | 1424          |
| 1970 | 1647          |
| 1980 | 2162          |
| 1990 | 2067          |
| 2000 | 2130          |
| 2014 | 2140          |

## Persönlichkeiten
- Everett J. Nelson (1900–1988), Philosoph